# Гарвардські обчислювачки

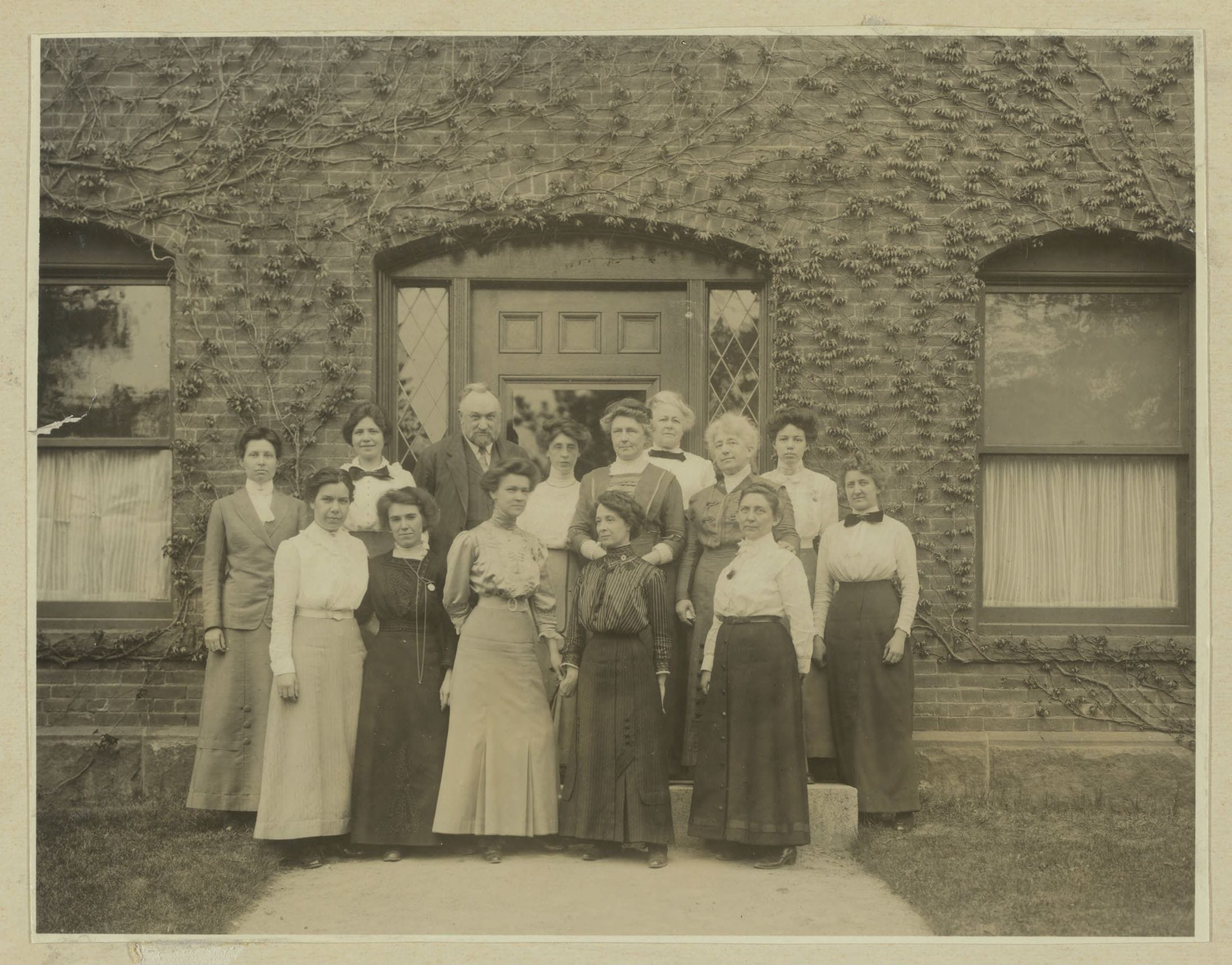
Пікерінг та його обчислювачки перед Будівлею C в обсерваторії Гарвардського коледжу, 13 травня 1913 року

Гарвардські обчислювачки (англ. Harvard Computers) — група жінок, які обробляли астрономічні дані в обсерваторії Гарвардського коледжу в США в кінці XIX — на початку XX століття. Командою керував Едвард Чарльз Пікерінг (від 1877 до 1919), а після його смерті в 1919 році — Енні Джамп Кеннон.
«Жінки мали виклик обробити ці зразки, розробивши схему сортування зір за категоріями. Успіх Енні Джамп Кеннон у цій діяльності зробив її знаменитою за її життя, і вона створила зоряну систему класифікації, яка використовується і сьогодні. Антонія Морі побачила у спектрах зір спосіб оцінювання їх відносних розмірів, а Генрієтта Лівітт показала, як циклічні зміни певних змінних зірок можуть слугувати маркерами відстані в космосі».
Серед цих жінок були Вільяміна Флемінг, Енні Джамп Кеннон, Генрієтта Свон Лівітт, Флоренція Кушман та Антонія Каетана Морі. Хоча ці жінки починали передусім як обчислювачки, вони зробили вагомий внесок у астрономію, значну частину якої опублікували в наукових статтях.
Іноді українською мовою групу називають «гарвардські комп'ютери», що є неточністю перекладу, оскільки англійське «computer» в значенні професії перекладається українською як «обчислювач(ка)».

## Історія
Хоча Пікерінг вважав, що збір даних в астрономічних обсерваторіях не є найбільш підходящою роботою, схоже, що його рішенню найняти жінок замість чоловіків сприяло кілька факторів. Серед них було те, що чоловікам платили набагато більше, ніж жінкам, тож він міг зайняти більше персоналу з тим самим бюджетом. Це було актуально в той час, коли кількість астрономічних даних перевершувало можливості обсерваторій обробляти їх. Хоча частина жіночого персоналу Пікерінга були випускницями за фахом астрономії, їх заробітна плата була схожа на заробітну плату некваліфікованих працівників. Зазвичай вони заробляли від 25 до 50 центів на годину, більше, ніж заводський працівник, але менше, ніж канцелярський. Описуючи цілеспрямованість та ефективність, з якою Гарвардські обчислювачки, включаючи Флоренцію, доклали цих зусиль, Едвард Пікерінг зазначив, «втрата однієї хвилини зменшення кожної оцінки призведе до затримки публікації всієї роботи на еквівалент часу один помічник на два роки».
Жінкам часто доручали вимірювати яскравість, положення та колір зір. Робота включала такі завдання, як класифікація зір, порівнюючи фотографії з відомими каталогами та зменшення фотографії, враховуючи такі речі, як атмосферне заломлення, щоб створити максимально чітке зображення. Сама Флемінг охарактеризувала роботу як «настільки схожу, що за межами звичайної рутинної роботи вимірювання, огляду фотографій та роботи, що бере участь у скороченні цих спостережень, буде мало що описати». Часом жінкам пропонувалося безкоштовно працювати в обсерваторії, щоб набути досвіду в галузі, в яку важко потрапити.

## Помітні члени

### Мері Анна Палмер Дрейпер
Місіс Дрейпер була вдовою доктора Генрі Дрейпера, астронома, який помер до завершення роботи над хімічним складом зір. Вона була дуже причетною до роботи чоловіка і хотіла закінчити його класифікацію зір після його смерті. Мері Дрейпер швидко зрозуміла, що завдання, яке стоїть перед нею, було занадто великим для однієї людини. Вона отримала листування від містера Пікерінга, близького друга її та чоловіка. Пікерінг запропонував допомогти закінчити роботу чоловіка і закликав її опублікувати його знахідки, зроблені до моменту його смерті. Після певних роздумів, Мері Дрейпер вирішила 1886 року пожертвувати гроші та телескоп чоловіка Гарвардській обсерваторії, щоб фотографувати спектри зір. Вона вирішила, що це буде найкращий спосіб продовжити роботу чоловіка і забезпечити його спадщину в астрономії. Вона дуже наполягала на фінансуванні цього меморіального проекту власною спадщиною, оскільки він мав стати пам'яттю про чоловіка. Вона була відданою прихильницею обсерваторії та великим другом Пікерінга. У 1900 році вона фінансувала експедицію, щоб побачити повне сонячне затемнення того року.

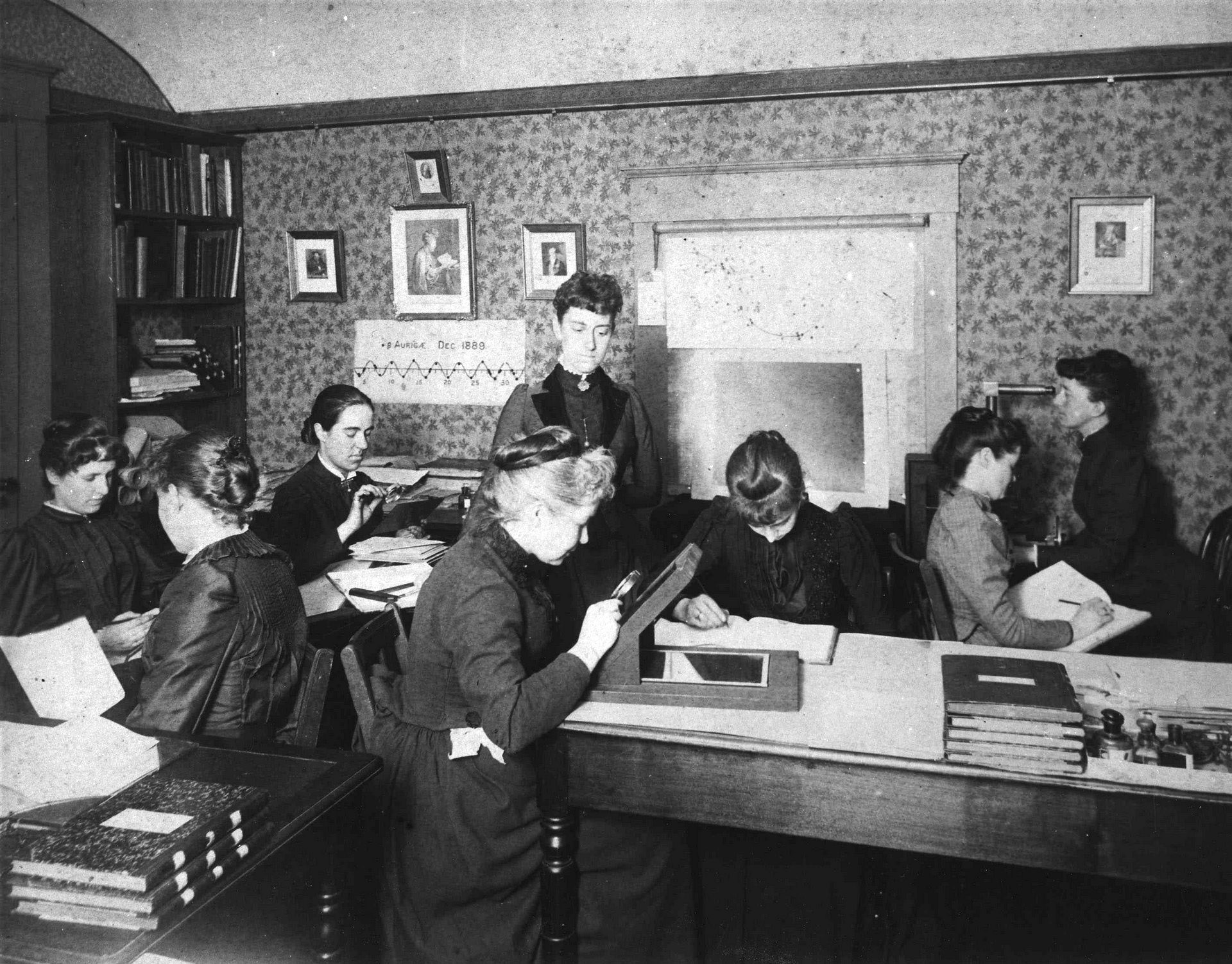
Гарвардські обчислювачки на роботі, близько 1890 року, включаючи Генрієтту Свон Лівітт, сидить третя зліва, з лупою (1868—1921), Енні Джамп Кеннон (1863—1941), Вільяміну Флемінг, стоїть в центрі (1857—1911), та Антонію Морі (1866—1952).

### Вільяміна Флемінг
Вільяміна Флемінг не мала жодного попереднього стосунку до Гарварду, оскільки вона була шотландською іммігранткою і працювала домогосподаркою Пікерінга. Її першим завданням було вдосконалення існуючого каталогу зоряних спектрів. В результаті Флемінг допомогла розробити класифікацію зір на основі їх вмісту водню, а також відіграла головну роль у виявленні дивної природи білих карликів. Вільяміна продовжила свою кар'єру в галузі астрономії, коли 1899 року була призначена Куратором астрономічних фотографій Гарварда, відомим також як Куратор фотопластин. Вона залишалася єдиним куратором-жінкою до 1950-х років. Її робота також призвела до того, що вона стала першою жінкою-громадянинкою США, обраною до Королівського астрономічного товариства 1907 року.

### Антонія Морі
Антонія Морі була племінницею Генрі Дрейпера, і після рекомендації місіс Дрейпер, була найнята як обчислювачка. Вона була випускницею Вассарського коледжу і їй було доручено перекласифікувати деякі зорі після публікації Каталогу Генрі Дрейпера. Морі вирішила піти далі і вдосконалила і переробила систему класифікації, але вона мала інші зобов'язання і покинула обсерваторію 1892 року, а потім знову 1894 року. Її робота була закінчена за допомогою Пікерінга та обчислювального персоналу і була опублікована 1897 року. Вона знову повернулася 1908 року як асоційована дослідниця.

### Анна Вінлок
Деякі з перших жінок, яких найняли на роботу за комп'ютерами, мали сімейні зв'язки з чоловічим персоналом Гарвардської обсерваторії. Наприклад, Анна Вінлок, одна з перших Гарвардських обчислювачок, була дочкою Джозефа Вінклока, третього директора обсерваторії та безпосереднього попередника Пікерінга. Анна Вінлок приєдналася до обсерваторії 1875 року, щоб допомогти підтримати сім'ю після несподіваної смерті батька. Протягом року до складу персоналу приєдналися ще три жінки: Селіна Бонд, Рода Содер, і третя, яка, швидше за все, була родичкою помічника астронома.

### Енні Кеннон
Пікерінг найняв Енні Джамп Кеннон, випускницю Веллслійського коледжу, для класифікації південних зір. Перебуваючи у Веллслі, вона брала курси астрономії у однієї зі найкращих учениць Пікерінга — Сари Френсіс Вайтинг. Вона стала першою жінкою-помічницею, яка вивчала змінні зорі вночі. Вона досліджувала криву світла змінних зір, яка могла б допомогти запропонувати тип та причину зміни. Кеннон розглядала питання про об'єднання класифікаційних систем, розроблених Флемінгом та Морі замість вигадування абсолютно нової, та розробила Гарвардську класифікаційну схему, яка є основою звичної сьогодні системи O-B-A-F-G-K-M. Вона також класифікувала змінні зорі у таблиці, щоб їх можна було легше ідентифікувати та порівнювати. Ці системи поєднують колір зір та їх температуру.
Енні Кеннон — одна з найвідоміших жінок у групі, як перша жінка-науковець, яка отримала багато нагород і звань у своїй галузі дослідження. Була першою жінкою, яка отримала почесний докторський ступінь в Оксфордському університеті та медаль Генрі Дрейпера Національної академії наук, і стала першою жінкою-офіцером в Американському астрономічному товаристві. Кеннон заснувала свою власну премію Енні Джамп Кеннон для жінок у докторантурі.

### Генрієтта Лівітт
Генрієтта Свон Лівітт прибула до обсерваторії 1893 року. Вона мала досвід після навчання в коледжі, подорожі за кордон та викладання. Під час навчання, Лівітт мала найкращі результати у математиці в Кембриджі. Коли вона почала працювати в обсерваторії, їй було призначено вимірювати яскравість зір за допомогою фотометрії. Після того, як почала аналізувати Велику Туманність в Оріоні, вона знайшла сотні нових змінних зір, і її робота була розширена для вивчення змінних зір всього неба з Енні Кеннон та Евелін Леланд. Маючи навички фотометрії, Левітт порівнювала зорі у різних експозиціях. Вивчаючи цефеїди у Малій Магеллановій Хмарі, вона виявила, що їх видима яскравість залежить від їх періоду. Це відкриття призвело до використання змінних цефеїд як стандартної свічки для визначення космічних відстаней. Це, у свою чергу, призвело безпосередньо до сучасного розуміння справжнього розміру Всесвіту, і цефеїди все ще є важливими для шкали космічної відстані.
На жаль, Лівітт не отримала стільки визнання, на скільки заслуговує. Пікерінг опублікував її твір з своїм ім'ям як співавтором. Спадщина, яку вона залишила, дозволила майбутнім вченим зробити подальші відкриття в космосі. Астроном Едвін Габбл використовував метод Лівітт для обчислення відстані найближчої до Землі галактики — Галактики Андромеди. Це призвело до усвідомлення того, що галактик існує навіть більше, ніж вважалося раніше.

### Флоренс Кушман
Флоренс Кушман (1860—1940) була американською астрономкою в обсерваторії Гарвардського коледжу, яка працювала над каталогом Генрі Дрейпера.
Флоренс народилася в Бостоні, штат Массачусетс, 1860 року та здобула ранню освіту в середній школі Чарлзтаун, яку закінчила у 1877 році. У 1888 році вона почала працювати в обсерваторії Гарвардського коледжу співробітницею Едварда Пікерінга. Її класифікації зоряних спектрів вносились до каталогу Генрі Дрейпера між 1918 та 1934 роками. Вона залишилася астрономкою в обсерваторії до 1937 року і померла в 1940 році у віці 80 років.
Флоренс Кушман працювала в обсерваторії Гарвардського коледжу з 1918 по 1937 рік. Протягом своєї майже п'ятдесятирічної кар'єри вона використовувала метод об'єктивної призми для аналізу, класифікації та каталогізації оптичних спектрів сотень тисяч зірок. У 19 столітті фотореволюція дозволила більш детально проаналізувати нічне небо, ніж це було можливо за допомогою лише візуальних спостережень. Щоб отримати оптичні спектри для вимірювання, астрономи-чоловіки в обсерваторії Гарвардського коледжу виставляли вночі скляні пластинки, на яких робились астрономічні зображення. У денний час жінки-асистентки, на зразок Флоренс, аналізували отримані спектри, зменшуючи значення, обчислюючи величини та каталогізуючи свої результати. Їй приписують визначення положень та величин зірок, перелічених у виданні 1918 року Каталогу Генрі Дрейпера в якому були спектри приблизно 222 000 зірок.